# Герб Карагайского муниципального округа
Герб Карагайского муниципального округа — официальный символ Карагайского муниципального округа Пермского края Российской Федерации.
Ныне действующий герб Карагайского района утверждён решением Земского Собрания Карагайского муниципального района от 17 сентября 2010 года № 10/62 «Об утверждении Положения о Гербе Карагайского муниципального района Пермского края» и внесён в Государственный геральдический регистр Российской Федерации с присвоением регистрационного № 6389.

## Геральдическое описание герба
В черном поле с узкими золотыми краями золотой колос.

## Символика
- основная фигура герба — золотой колос — указывает на основное занятие населения — сельскохозяйственное производство;
- чёрный цвет поля щита символизирует плодородие земли района, в то же время чёрный цвет — символ мудрости, стабильности, постоянства;
- золото — символ высшей ценности, богатства, величия, постоянства, прочности, силы и великодушия.

## История

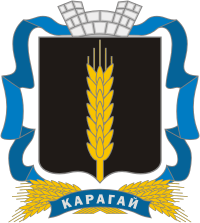
Герб Карагайского района, 2004 год.

Решением Земского собрания Карагайского района от 9 июня 2004 года № 1/26 «О положении „О гербе села Карагай Пермской области“» был утверждён герб села Карагай. Решением Земского Собрания Карагайского района от 25 июня 2004 года № 9/27 в него было внесено изменение. Описание герба в редакции от 25 июня 2004 года: «Черное поле рассекает золотой колос, состоящий из трех рядов зерен. Крайние 2 ряда по 7 зерен, центральный ряд 6 зерен. На гербе черный цвет символизирует плодородные земли Карагайской и предпосылки будущего успеха, золотой колос является символом вознаграждения за труд земледельца. Щит увенчан двухбашенной серебряной короной. Щит украшен лазоревой лентой, которая под щитом перевивает под два колоса, направленных в разные стороны. Внизу под щитом на ленте „Карагай“.»
Решением Земского Собрания Карагайского района от 26 февраля 2010 года № 15/55 «Об утверждении Положения „О гербе Карагайского муниципального района Пермского края“» был утверждён герб со следующим описанием: «Черное поле рассекает золотой колос, состоящий из трех рядов зерен. Крайние 2 ряда по 7 зерен, центральный ряд 6 зерен.»